# 高翼
高 翼（こう よく、? - 530年）は、北魏末の官僚。字は次同。本貫は渤海郡蓨県。
高頤（高讜の弟）の子として生まれた。孝昌末年、葛栄が河北で乱を起こすと、高翼は北魏の朝廷により渤海郡太守に任じられた。叛乱が拡大すると、高翼は部衆を率いて黄河と済水の流域の間に移住した。北魏が東冀州を置くと、高翼は東冀州刺史となり、鎮東将軍の号を加えられ、楽城県侯に封じられた。永安3年（530年）、撫軍将軍・定州刺史となった。爾朱兆が孝荘帝を殺害すると、爾朱兄弟の誅滅を諸子に誓ったが、事を成す前に死去した。中興元年（531年）、使持節・侍中・太保・録尚書事・冀定瀛相殷幽六州諸軍事・冀州刺史の位を追贈され、諡を文宣といった。

## 子女
- 高乾
- 高慎
- 高昂
- 高季式

## 伝記資料
- 『北斉書』巻21 列伝第13
- 『魏書』巻57 列伝第45
- 『北史』巻31 列伝第19